# 紀伊神社

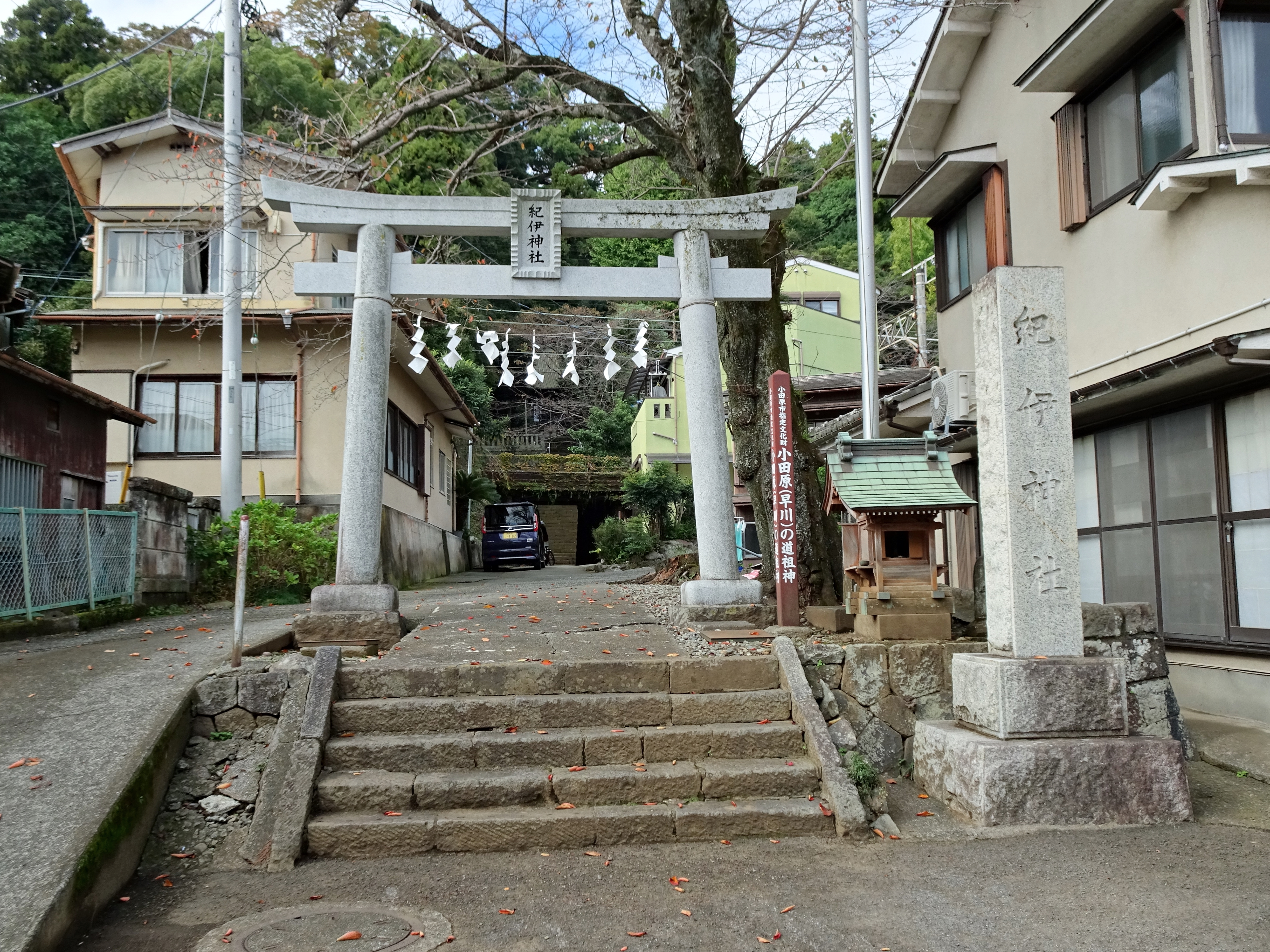
鳥居と参道

紀伊神社（きいじんじゃ）は、神奈川県小田原市早川にある神社。
早川駅や小田原漁港がある早川地区の中心的な神社である。

## 概要
かつては「紀伊宮(きのみや)大権現」「木宮大権現」という名称で、現在でも「木の宮さん」と呼ばれ、五十猛命や木地挽業者が祖神とする惟喬親王を祭神とするなど、「キノミヤ信仰」が顕著な神社の1つである。
敷地内をJR東海道本線が縦断しており、鳥居をくぐった後、線路もくぐって拝殿・本殿へと上がる格好になる。

## 祭神
- 五十猛命
- 惟喬親王

## 文化財
- 木地椀（市指定文化財[1]）

## 境内
- 社叢（市天然記念物[4]）
- 道祖神（市指定文化財[5]）

## 祭事
- 元旦祭 : 1月1日
- 祈年祭（春祭り） : 2月17日
- 例大祭 : 4月22日〜23日
- 惟喬祭 : 6月16日[3]
- 新嘗祭 : 11月23日
- 大祓い : 12月31日

## アクセス
- JR早川駅から南方へ徒歩5分。
- 箱根登山バス : バス停「紀伊宮下 (きのみやした)」から北方へ徒歩1分。